# Simulium mesodontium
Simulium mesodontium är en tvåvingeart som beskrevs av Craig 1987. Simulium mesodontium ingår i släktet Simulium och familjen knott. Inga underarter finns listade i Catalogue of Life.